# Столовая в загородном доме
«Столовая в загородном доме», или «Столовая на даче», — картина художника Пьера Боннара, созданная в 1913 году под влиянием недавно появившегося в Европе кубизма. Находится в Институте искусств Миннеаполиса (Minneapolis Institute of Art, США).

## История и описание
В 1912 году Пьер Боннар купил в Верноне — небольшом городке на Сене — загородный дом под названием «Ma Roulotte» (Мой караван). В результате на картине «Столовая в загородном доме», созданной в 1919 году, изображена столовая в «Ma Roulotte»: на полотне присутствуют кошки, сидящие на стульях, и Марта — жена художника — опирающаяся на подоконник. Боннар, называвший себя «последним из импрессионистов», в данной работе сумел подчеркнуть выразительные качества ярких цветов и крупных мазков. Он объединил интерьер комнаты с «внешним миром» — садом, видимым через открытое окно и дверь — и связал различные формы, посредством игры с оттенками. Однако, в отличие от большинства импрессионистов, Боннар создавал данное полотно полностью по памяти. И, как многие символисты, он хотел добиться того, чтобы картина отражала его субъективный взгляд на сюжет «Столовой в загородном доме».

## Критика
Харриет Бейкер утверждает, что «при ближайшем рассмотрении горизонтальные линии картины кажутся неопределенными. Окна и дверные рамы написаны неувенными мазками, что является признаком нерешительности Боннара, но также и его внимания к пористости, к движению между внутренней и внешней средой».